# 보성군의 국회의원

## 보성군의 역대 국회의원 일람
| 대수         | 이름           | 소속정당           | 임기                             | 선거구역                         |
| ------------ | -------------- | ------------------ | -------------------------------- | -------------------------------- |
| 제1대        | 이정래(李晶來) | 한국민주당         | 1948년 5월 31일~1950년 5월 30일  | 보성군 일원(제14선거구)          |
| 제2대        | 김낙오(金洛五) | 대한독립촉성국민회 | 1950년 5월 31일~1954년 5월 30일  | 보성군 일원(제7선거구)           |
| 제3대        | 김성복(金聲福) | 무소속             | 1954년 5월 31일~1958년 5월 30일  | 보성군 일원(제15선거구)          |
| 제4대        | 안용백(安龍伯) | 자유당             | 당선 무효                        | 보성군 일원(제16선거구)          |
| 제4대        | 황성수(黃聖秀) | 자유당             | 1959년 9월 13일~1960년 7월 28일  | 보성군 일원(제16선거구)          |
| 제5대 민의원 | 이정래(李晶來) | 민주당             | 1960년 7월 29일~1961년 5월 16일  | 보성군 일원(제16선거구)          |
| 제6대        | 이정래(李晶來) | 민정당             | 1963년 12월 17일~1967년 6월 30일 | 보성군 일원(제10선거구)          |
| 제7대        | 양달승(梁達承) | 민주공화당         | 당선 무효                        | 보성군 일원(제10선거구)          |
| 제7대        | 이중재(李重載) | 신민당             | 1969년 8월 15일~1971년 6월 30일  | 보성군 일원(제10선거구)          |
| 제8대        | 이중재(李重載) | 신민당             | 1971년 7월 1일~1972년 10월 17일  | 보성군 일원(제11선거구)          |
| 제9대        | 신형식(申洞植) | 민주공화당         | 1973년 3월 12일~1979년 3월 11일  | 고흥군·보성군 일원(제7선거구)    |
| 제9대        | 이중재(李重載) | 신민당             | 1973년 3월 12일~1979년 3월 11일  | 고흥군·보성군 일원(제7선거구)    |
| 제10대       | 신형식(申洞植) | 민주공화당         | 1979년 3월 12일~1980년 8월 27일  | 고흥군·보성군 일원(제7선거구)    |
| 제10대       | 김수(金守)     | 무소속             | 1979년 3월 12일~1980년 10월 27일 | 고흥군·보성군 일원(제7선거구)    |
| 제11대       | 이대순(李大淳) | 민주정의당         | 1981년 4월 11일~1985년 4월 10일  | 고흥군·보성군 일원(제8선거구)    |
| 제11대       | 류준상(柳晙相) | 민주한국당         | 1981년 4월 11일~1985년 4월 10일  | 고흥군·보성군 일원(제8선거구)    |
| 제12대       | 이대순(李大淳) | 민주정의당         | 1985년 4월 11일~1988년 5월 29일  | 고흥군·보성군 일원(제8선거구)    |
| 제12대       | 류준상(柳晙相) | 민주한국당         | 1985년 4월 11일~1988년 5월 29일  | 고흥군·보성군 일원(제8선거구)    |
| 제13대       | 류준상(柳晙相) | 평화민주당         | 1988년 5월 30일~1992년 5월 29일  | 보성군 일원                      |
| 제14대       | 류준상(柳晙相) | 민주당             | 1992년 5월 30일~1996년 5월 29일  | 보성군 일원                      |
| 제15대       | 박찬주(朴燦柱) | 새정치국민회의     | 1996년 5월 30일~2000년 5월 29일  | 보성군·화순군 일원               |
| 제16대       | 박주선(朴柱宣) | 무소속             | 2000년 5월 30일~2004년 5월 29일  | 보성군·화순군 일원               |
| 제17대       | 신중식(申仲植) | 열린우리당         | 2004년 5월 30일~2008년 5월 29일  | 고흥군·보성군 일원               |
| 제18대       | 박상천(朴相千) | 통합민주당         | 2008년 5월 30일~2012년 5월 29일  | 고흥군·보성군 일원               |
| 제19대       | 김승남(金承南) | 민주통합당         | 2012년 5월 30일~2016년 5월 29일  | 고흥군·보성군 일원               |
| 제20대       | 황주홍(黃柱洪) | 국민의당           | 2016년 5월 30일~2020년 5월 29일  | 고흥군·보성군·장흥군·강진군 일원 |
| 제21대       | 김승남(金承南) | 더불어민주당       | 2020년 5월 30일~2024년 5월 29일  | 고흥군·보성군·장흥군·강진군 일원 |
| 제22대       | 문금주(文今柱) | 더불어민주당       | 2024년 5월 30일~                 | 고흥군·보성군·장흥군·강진군 일원 |

## 같이 보기
- 고흥군의 국회의원
- 화순군의 국회의원
- 장흥군의 국회의원
- 강진군의 국회의원
- 보성군 (1988년 선거구)
- 보성군·화순군
- 고흥군·보성군
- 고흥군·보성군·장흥군·강진군